# Harald di Danimarca
Il principe Harald di Danimarca (Harald Christian Frederik; Palazzo di Charlottenlund, 8 ottobre 1876 – Copenaghen, 30 marzo 1949) era un membro della famiglia reale danese. Era il quartogenito e terzo figlio maschio di Federico VIII di Danimarca e di sua moglie, la principessa Luisa di Svezia e Norvegia, e quindi fratello di Cristiano X di Danimarca.
Il principe servì nell'esercito reale danese per gran parte della sua vita e raggiunse il rango di tenente generale.

## Biografia

### Infanzia

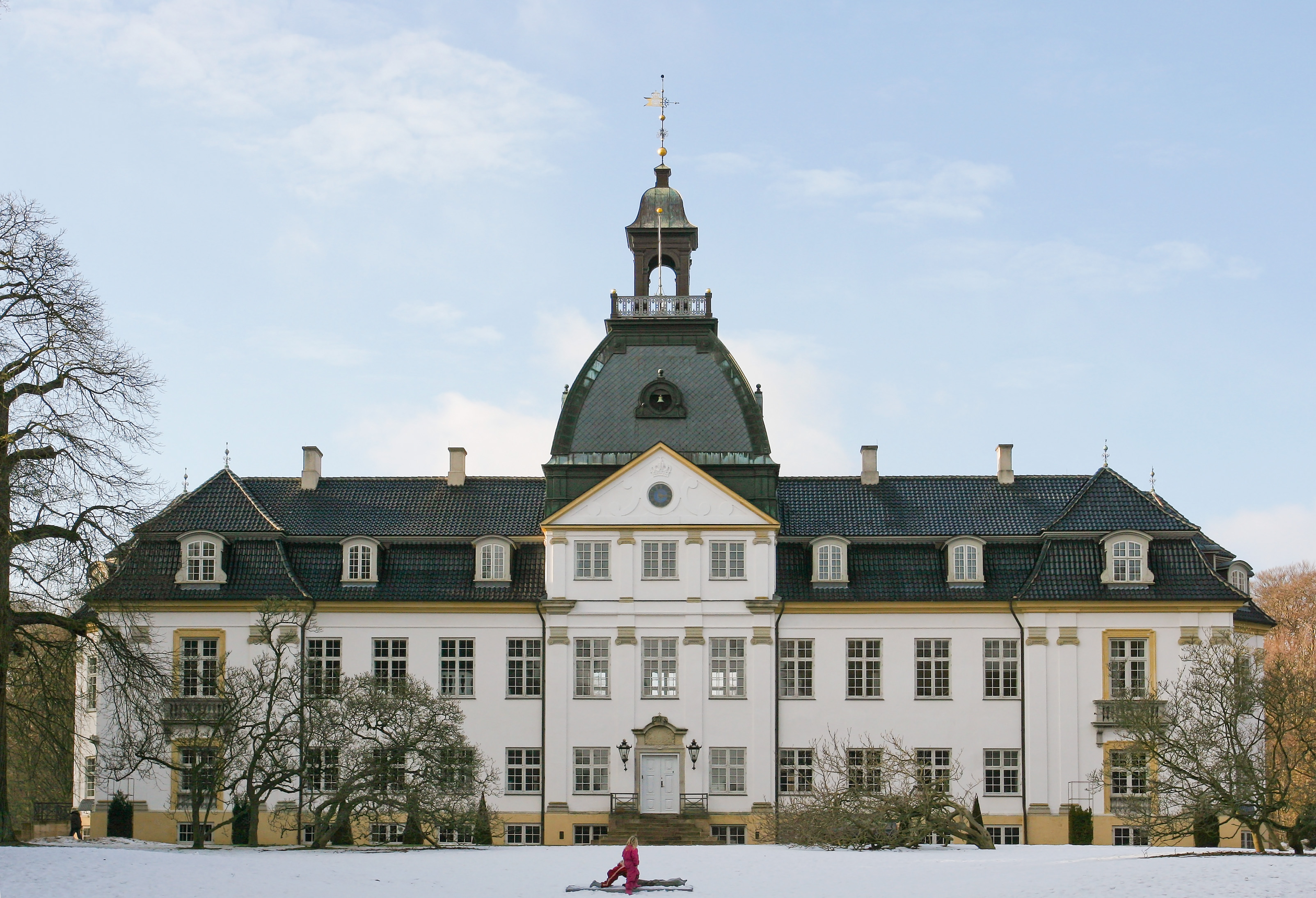
Il Palazzo di Charlottenlund, luogo di nascita del principe Harald

Il principe Harald nacque l'8 ottobre 1876 al Palazzo di Charlottenlund, a nord di Copenaghen. Suo padre era il principe ereditario Federico di Danimarca (poi re Federico VIII), figlio maggiore di Cristiano IX di Danimarca e della principessa Louise Luisa d'Assia-Kassel. Sua madre, la principessa ereditaria Luisa, era l'unica figlia di Carlo XV di Svezia e della principessa Luisa dei Paesi Bassi.
All'età di 17 anni il principe Harald intraprese la carriera militare, come era usanza per i principi a quell'epoca. Servì poi nella guardia ussara.

### Matrimonio

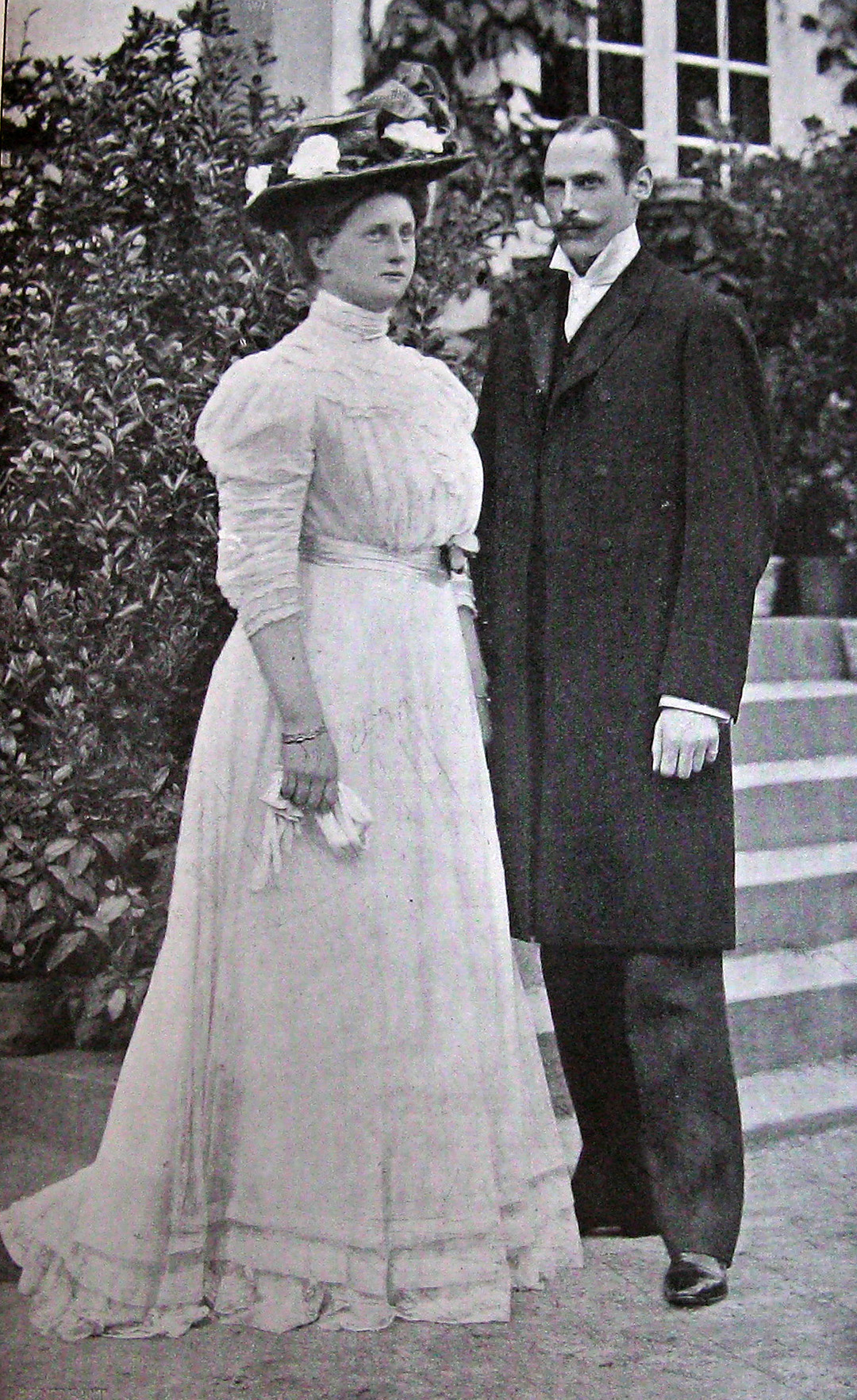
Il principe Harald e la principessa Elena nel 1909

All'età di 33 anni, il 28 aprile 1909, al castello di Glücksburg nello Schleswig-Holstein, il principe Harald sposò sua cugina di secondo grado, la principessa Elena di Schleswig-Holstein-Sonderburg-Glücksburg, figlia di Federico Ferdinando, duca di Schleswig-Holstein-Sonderburg-Glücksburg e della principessa Carolina Matilde di Schleswig-Holstein-Sonderburg-Augustenburg.
Dopo il loro matrimonio, il principe Harald e la principessa Elena vissero nella loro casa di campagna di Jægersborghus, a nord di Copenaghen, che il principe Harald aveva acquistato nel 1907. Qui, tra il 1910 ed il 1923, nacquero i loro cinque figli.

### Vita successiva
Come altri membri della famiglia reale danese, la sua situazione economica fu influenzata dal fallimento della Den Danske Landmandsbank nel 1923. Fino al 1935, tuttavia, lui e la sua famiglia furono in grado di rimanere a Jægersborghus  ma poi si trasferirono in una villa nella parte nord di Copenaghen.
All'età di 50 anni il principe Harald si ritirò dal servizio attivo con il grado di maggior generale. Nel 1933, tuttavia, suo fratello, re Cristiano X, lo nominò tenente generale.
Durante la seconda guerra mondiale, la principessa Elena diventò molto impopolare a causa delle sue simpatie per l'occupazione tedesca della Danimarca e per il partito nazista.
Dopo la guerra la principessa Elena non fu portata in giudizio, essendo un membro della famiglia reale che non desiderava alcuna pubblicità sulla faccenda, ma fu esiliata dalla Danimarca il 30 maggio 1945 e collocata agli arresti domiciliari nel castello di Glücksburg in Germania. Le fu permesso di ritornare in Danimarca nel 1947, quando il principe Harald si ammalò gravemente. Rimase accanto a suo marito fino alla sua morte, due anni dopo.
Il principe Harald morì il 30 marzo 1949 a Copenaghen. Fu sepolto nella cattedrale di Roskilde. La principessa Elena sopravvisse 13 anni a suo marito e morì il 30 giugno 1962.

## Discendenza
Harald e Elena ebbero cinque figli:
| Nome                           | Nascita          | Morte            | Note |
| ------------------------------ | ---------------- | ---------------- | --- |
| Principessa Feodora            | 3 luglio 1910    | 17 marzo 1975    | sposò suo cugino di primo grado, il Principe Cristiano di Schaumburg-Lippe ed ebbe figli.                                                                               |
| Principessa Carolina Matilde   | 27 aprile 1912   | 12 dicembre 1995 | sposò suo cugino di primo grado, il Principe Knud di Danimarca ed ebbe figli.                                                                                           |
| Principessa Alessandrina Luisa | 12 dicembre 1914 | 26 aprile 1962   | sposò il Conte Luitpoldo di Castell-Castell ed ebbe figli. |
| Principe Gorm                  | 24 febbraio 1919 | 26 dicembre 1991 | celibe e senza figli. |
| Principe Oluf                  | 10 marzo 1923    | 19 dicembre 1990 | Perse il suo titolo e diventò S.E. Conte Oluf di Rosenborg dopo aver sposato senza consenso Annie Helene Dorrit Puggard-Müller and to Lis Wulff-Juergensen. Ebbe figli. |

## Ascendenza
|                              |                   |                                | Genitori                               |  |  | Nonni |  |  | Bisnonni                                                       |  |  | Trisnonni                                            |  |
|                              |                   |                                |                                        |  |  |       |  |  | Federico Guglielmo di Schleswig-Holstein-Sonderburg-Glücksburg |  |  | Federico Carlo di Schleswig-Holstein-Sonderburg-Beck |  |
|                              |                   |                                |                                        |  |  |       |  |  | Federico Guglielmo di Schleswig-Holstein-Sonderburg-Glücksburg |  |  | Federico Carlo di Schleswig-Holstein-Sonderburg-Beck |  |
|                              |                   | Federica di Schlieben          |                                        |  |  |       |  |  | Federico Guglielmo di Schleswig-Holstein-Sonderburg-Glücksburg |  |  |                                                      |  |
| Cristiano IX di Danimarca    |                   |                                |                                        |  |  |       |  |  | Federico Guglielmo di Schleswig-Holstein-Sonderburg-Glücksburg |  |  |                                                      |  |
|                              |                   | Luisa Carolina d'Assia-Kassel  | Carlo d'Assia-Kassel                   |  |  |       |  |  |                                                                |  |  |                                                      |  |
|                              |                   | Luisa Carolina d'Assia-Kassel  | Carlo d'Assia-Kassel                   |  |  |       |  |  |                                                                |  |  |                                                      |  |
|                              |                   | Luisa Carolina d'Assia-Kassel  | Luisa di Danimarca                     |  |  |       |  |  |                                                                |  |  |                                                      |  |
| Federico VIII di Danimarca   |                   | Luisa Carolina d'Assia-Kassel  |                                        |  |  |       |  |  |                                                                |  |  |                                                      |  |
|                              |                   | Guglielmo d'Assia-Kassel       | Federico d'Assia-Kassel                |  |  |       |  |  |                                                                |  |  |                                                      |  |
|                              |                   | Guglielmo d'Assia-Kassel       | Federico d'Assia-Kassel                |  |  |       |  |  |                                                                |  |  |                                                      |  |
|                              |                   | Guglielmo d'Assia-Kassel       | Carolina di Nassau-Usingen             |  |  |       |  |  |                                                                |  |  |                                                      |  |
| Luisa d'Assia-Kassel         |                   | Guglielmo d'Assia-Kassel       |                                        |  |  |       |  |  |                                                                |  |  |                                                      |  |
|                              |                   | Luisa Carlotta di Danimarca    | Federico di Danimarca                  |  |  |       |  |  |                                                                |  |  |                                                      |  |
|                              |                   | Luisa Carlotta di Danimarca    | Federico di Danimarca                  |  |  |       |  |  |                                                                |  |  |                                                      |  |
|                              |                   | Luisa Carlotta di Danimarca    | Sofia Federica di Meclemburgo-Schwerin |  |  |       |  |  |                                                                |  |  |                                                      |  |
| Principe Harald di Danimarca |                   | Luisa Carlotta di Danimarca    |                                        |  |  |       |  |  |                                                                |  |  |                                                      |  |
|                              | Oscar I di Svezia | Jean-Baptiste Jules Bernadotte |                                        |  |  |       |  |  |                                                                |  |  |                                                      |  |
|                              | Oscar I di Svezia | Jean-Baptiste Jules Bernadotte |                                        |  |  |       |  |  |                                                                |  |  |                                                      |  |
|                              | Oscar I di Svezia | Désirée Clary                  |                                        |  |  |       |  |  |                                                                |  |  |                                                      |  |
| Carlo XV di Svezia           | Oscar I di Svezia |                                |                                        |  |  |       |  |  |                                                                |  |  |                                                      |  |
|                              |                   | Giuseppina di Leuchtenberg     | Eugenio di Beauharnais                 |  |  |       |  |  |                                                                |  |  |                                                      |  |
|                              |                   | Giuseppina di Leuchtenberg     | Eugenio di Beauharnais                 |  |  |       |  |  |                                                                |  |  |                                                      |  |
|                              |                   | Giuseppina di Leuchtenberg     | Augusta di Baviera                     |  |  |       |  |  |                                                                |  |  |                                                      |  |
| Luisa di Svezia              |                   | Giuseppina di Leuchtenberg     |                                        |  |  |       |  |  |                                                                |  |  |                                                      |  |
|                              |                   | Federico d'Orange-Nassau       | Guglielmo I dei Paesi Bassi            |  |  |       |  |  |                                                                |  |  |                                                      |  |
|                              |                   | Federico d'Orange-Nassau       | Guglielmo I dei Paesi Bassi            |  |  |       |  |  |                                                                |  |  |                                                      |  |
|                              |                   | Federico d'Orange-Nassau       | Guglielmina di Prussia                 |  |  |       |  |  |                                                                |  |  |                                                      |  |
| Luisa dei Paesi Bassi        |                   | Federico d'Orange-Nassau       |                                        |  |  |       |  |  |                                                                |  |  |                                                      |  |
|                              |                   | Luisa di Prussia               | Federico Guglielmo III di Prussia      |  |  |       |  |  |                                                                |  |  |                                                      |  |
|                              |                   | Luisa di Prussia               | Federico Guglielmo III di Prussia      |  |  |       |  |  |                                                                |  |  |                                                      |  |
|                              |                   | Luisa di Prussia               | Luisa di Meclemburgo-Strelitz          |  |  |       |  |  |                                                                |  |  |                                                      |  |
|                              |                   | Luisa di Prussia               |                                        |  |  |       |  |  |                                                                |  |  |                                                      |  |